# Кодекс Іштлільшочитль

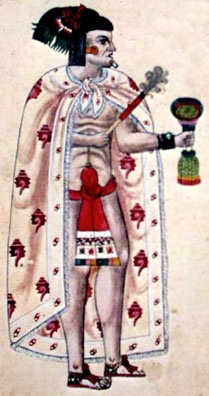
Кодекс Іштлільшочитль (уривок)

Кодекс Іштлільшочитль (Codex Ixtlilxochitl) — один з ацтекських кодексів-рукописів, створенних іспанською мовою з малюнками. Автор невідомий. назву отримав на честь ймовірного автора — Фернандо де Альви Іштлільшочитля. Входить до Групи Мальябекіано. Натепер знаходиться у національній бібліотеці у Парижі.

## Історія
Створено напочатку XVII ст. На думку більшості дослідників автором 1 й 3 частин є Фернандо Іштлільшочитль, який таким засобом бажав з одного популярним засобом розповісти про поганські звичаї ацтеків. Водночас представити своїх предків у європейській стилізації. Автором 2 частини вважається Хуан Баутіста де Помар.

## Опис
Створено на європейському папері, розміром 21х31 см, на 27 аркушах (заповнено 50 листів), з додаванням 29 малюнків з насиченними і яскрами фарбами. Становить 3 частини. Виконано у ранньому колоніальному стилі Нової Іспанії. Манускрипт знаходиться у відмінному стані.

## Зміст
У першій частині представлено перелік 18 щорічних фестивалів і ритуалів, які відзначали ацтеки під час ацтекського року в Головному храмі Теночтітлана. Кожне свято представлена піктограмою: в людській подобі, у вигляді тварини, будівля, або деяких позиціях. Під піктограмою для кожного свята є коментар іспанською мовою, від руки одного з власників рукопису, як переклад або пояснення зображення.
Друга частина є зображенням 25 богів та 4 володарів альтепетля Тескоко. Особлива цінність представляє зображення на зворотній частині 12 аркуша зображення великого теокаллі (храму) Теночтітлану, як він виглядав в часи розквіту Ацтекської імперії.
Третя частина є літературним виконанням ацтекського календаря — як сонячного, так й священного. Подаються пояснення для європейців місяців та днів ацтеків, ритуали з ними пов'язані.